# Осада Халла (1642)
Первая осада Халла (англ. The first siege of Hull) была первым вооружённым столкновением между королём Карлом I Стюартом и Парламентом Англии и произошла в июле 1642 года в самом начале Первой английской гражданской войны. Король намеревался захватить арсенал в городе Халл в Йоркшире и явился к городу в апреле 1642 года, но комендант города Джон Хотэм отказался ему подчиняться. Карл ушёл в Йорк, но до него дошли слухи, что Хотэм готов сдать город и он вернулся с большой армией. В это время парламент усомнился в лояльности Хотэма и направил в город Сэра Джона Мэлдрама. Хотэм снова отказал королю, и тот приступил к осаде города, которую возглавил граф Линдси, а сам король вернулся в Йорк. Мелдрам предпринял несколько вылазок, самая крупная из которых произошла 27 июля. Осаждённым удалось разрушить склад королевской армии, после чего Линдси снял осаду и отступил в Йорк.
Успешная оборона Халла позволила парламенту сохранить запасы оружия, что повлияло на последующий ход войны, что даёт основания считать осаду одним из поворотных моментов того конфликта.
В 1643 году королевская армия снова осаждала город, но снова безрезультатно.

### Статьи
- Ernest Broxap. The Sieges of Hull during the Great Civil War (англ.) // The English Historical Review. — Oxford University Press, 1905. — Vol. 20, iss. 79. — P. 457-473.
- Joyce L. Malcolm. A King in Search of Soldiers: Charles I in 1642 (англ.) // The Historical Journal. — Cambridge University Press, 1978. — Vol. 21, iss. 2. — P. 251-273.